# Arzu Öztürk
Arzu Öztürk (* 9. Februar 1966 in Istanbul; † 9. April 2016 ebenda) war eine türkische Bauforscherin.

## Leben
Arzu Öztürk studierte von 1983 bis 1988 Architektur an der İstanbul Teknik Üniversitesi. Es folgte ein Masterstudium, dass sie 1992 mit einer Arbeit zur Restaurierung der Arkadius-Säule abschloss. Von 1986 bis 1996 bearbeitete sie das Bühnengebäude (scaenae frons) des Theaters von Perge. 1994 bis 1998 arbeitete sie an ihrer Dissertation dazu in Berlin und wurde am 19. Dezember 1999 an der Brandenburgischen Technischen Universität Cottbus bei Adolf Hoffmann promoviert. Im Jahr 2000 wurde sie wissenschaftliche Assistentin, dann Yardımcı Doçent und nach ihrer Habilitation 2009 Doçent an der Abteilung für Archäologie der Mimar-Sinan-Universität in Istanbul. 2014 wurde sie dort Professorin. 
1997 bis 2005 arbeitete sie an der scaenae frons des Theaters von Ephesos, 2008 bis 2010 am Bouleuterion von Alabanda, seit 2010 an den Hadriansthermen in Aphrodisias und seit 2013 an der Unteren Agora von Pergamon. 2015 begann sie mit Arbeiten in Termessos.
Seit 2001 war sie korrespondierendes Mitglied des Deutschen Archäologischen Instituts.

## Veröffentlichungen (Auswahl)
- Arkadius Sütununun Restorasyonu ve Çevresinin Düzenlenmesi. Masterarbeit Istanbul 1992 (Digitalisat).
- Die Architektur der scaenae frons des Theaters in Perge (= Denkmäler antiker Architektur Bd. 20). De Gruyter, Berlin 2009, ISBN 978-3-11-020598-5.